# Carl Röver
Carl Röver (Lemwerder, 1889. február 12. – Berlin, 1942. május 15.) német politikus. Az első világháborúban katonaként vett részt, 1929-ben lett a Nemzetiszocialista Német Munkáspárt tagja. 1929 és 1942 között ő volt Weser-Ems gauvezetője, de ő volt Oldenburg/Bréma Reichsstatthaltere is. Halálát valószínűleg agyi érkatasztrófa okozta.